# Plagiodera seenoi
Plagiodera seenoi là một loài bọ cánh cứng trong họ Chrysomelidae. Loài này được Balsbaugh & Daccordi miêu tả khoa học năm 1987.